# Tisza László (politikus)
Borosjenői Tisza László (Geszt, 1829. június 27. – Gmunden, 1902. augusztus 28.) politikus, nagybirtokos, országgyűlési képviselő. 

## Családja és származása
A jómódú és előkelő köznemesi borosjenői Tisza családnak a sarja. Tisza Lajos (1798–1856), császári és királyi kamarás, császári megyefőnök országgyűlési követ, nagybirtokos, és gróf széki Teleki Júlia (1805–1863) fia. Az apai nagyszülei Tisza László (1765–1831), nagybirtokos, és széki gróf Teleki Katalin (1777–1820) voltak. Az anyai nagyszülei gróf széki Teleki József (1777–1817), földbirtokos és széki gróf Teleki Zsófia (1784–1844) voltak. Fivére gróf Tisza Lajos (1832–1898), titkos tanácsos, szegedi királyi biztos 1883. december 22-én magyar grófi címet szerzett adományban I. Ferenc József magyar királytól. Tisza Lászlónak  és gróf Tisza Lajosnak a három unokaöccse, Tisza Kálmán (1830–1902), a Magyar Királyság miniszterelnöke és gróf Degenfeld-Schomburg Ilona fiai Tisza István (1861–1918) a Magyar Királyság miniszterelnöke, Tisza Kálmán (1867–1947), földbirtokos, valamint Tisza Lajos (1879–1942), földbirtokos 1897. február 16-án magyar grófi címet szerzett adományban I. Ferenc József magyar királytól.

## Élete
Tanulmányait testvéreivel, Domokossal, Lajossal és Kálmánnal otthon, a szülői háznál kezdte meg, majd a debreceni református kollégiumban letett érettségi után Budapesten jogot tanult. 1848 elején már esküdt jurátusként a királyi táblán állt munkába. Március 15-e után a pesti gyalogos nemzetőrségbe lépett (az őrmesteri, majd a főhadnagyi rangig és zászlóalji segédtiszti beosztásig jutott előre), 1848 áprilisától egyben segédfogalmazói beosztásban dolgozott a magyar Földművelés-, Ipar- és Kereskedelemügyi Minisztériumban. A Nádor huszároknál, majd október 19-től a honvédsereghez csatlakozott Miklós huszárezred dandárparancsnoki segédtisztjeként szolgált hadnagyi beosztásban. 1848 decemberétől főhadnagy volt Gáspár András ezredes, a Perczel-hadtest hadosztályparancsnoka mellett. A móri csatában december 30-án súlyosan megsebesült, és fogságba esett. 1849 áprilisában, a főváros felszabadulásakor kiszabadult. Sebesülése miatt 1849. június 1-jén ezrede létszámában maradva fogalmazói állást töltött be, Görgey Artúr hadügyminiszteri titkára lett századosi rangban a hadügyminisztériumban. „Kalandjai miatt állítólag róla mintázta Jókai Mór A kőszívű ember fiai című művének egyik főhősét, Baradlay Richárd huszárkapitányt.”
A szabadságharc bukása után a kényszerbesorozástól felmentették, s családja a biztonsága érdekében külföldre küldte. Az 1850-es évek első felétől másfél évig Berlinben, Párizsban egyetemi tanulmányokat folytatott, s Angliában tanulmányozta a közgazdasági viszonyokat. 1852-ben tért vissza erdélyi birtokára, mintagazdasággá fejlesztette azt, s az Erdélyi Gazdasági Egylet alelnökévé is megválasztotta. Ő volt az egyik kezdeményezője a Lovaregylet megalakításának.
A protestáns egyházban is jelentős tevékenységet folytatott, mint a nagyenyedi egyházmegye gondnoka.
1861-ben a Torda vármegyei főispáni hivatalt kínálták fel számára, de visszautasította. 1861-ben az országgyűlésnek tagja volt, de a Schmerlingi provizórium időszakában visszavonult a birtokára. Az 1865. évi kolozsvári országgyűlésen Torda vármegyét képviselte, majd 1866-ban megválasztották a Bihar vármegyei tenkei kerület képviselőjéül, majd a tordai és a lugosi kerületeket képviselte, 1884-től pedig a bogsáni kerület képviselőjeként a Ház egyik legrégebbi tagjává vált szabadelvű párti programmal.
1861-ben, 1867-ben és 1890-ben a Torda–Aranyosszéki Honvédegylet elnöke volt. Ugyancsak elnöke volt a véderő-bizottságnak és a honvédegylet központi választmányának is.
Tagja volt a déli vasút-társaság igazgatóságának és budapesti vezérképviselője a bécsi általános biztosító társaságnak.
1902-ben hunyt el Gmundenben, holttestét hazaszállították és szeptember 1-jén Geszten helyezték el a családi sírboltba.

## Házassága és leszármazottjai
Az 1852. február 16-án Holles Ottiliával (1831. február 16.–Besterce, 1904. február 8.) kötött házasságából négy leánya származott:
- Tisza Ilona (Mezőcsán, 1855. november 11. – Geszt, 1925. március 16.).[9] Férje: gróf borosjenői és szegedi Tisza István (Pest, Osztrák Császárság, 1861. április 22. – Budapest, Osztrák–Magyar Monarchia, 1918. október 31.) a Magyar Királyság miniszterelnöke, földbirtokos.
- Tisza Etelka (1858. november 28.–1931). Férje: zeykfalvi Zeyk Károly (Nagyenyed, 1848. augusztus 31. – Kolozsvár, 1924. október 11.) főispán, országgyűlési képviselő, Tisza Etelka műfordító.[10]
- Tisza Jolán (Nagyvárad, 1860. július 29.–Kolozsvár, 1949. március 5.). Férje: gróf bethlenfalvi Bethlen Pál (Bethlen, 1851. január 25.–Kolozsvár, 1935. március 19.), földbirtokos.
- Tisza Anna (1863. május 13.–Marosvásárhely, 1918. november 19.). Férje: csíkszentmihályi Sándor János (Marosvásárhely, 1860. november 14. – Budapest, 1922. július 16.) politikus, főispán, belügyminiszter.